# سان پریری (ویسکانسین)
سان پریری، ویسکانسین  (به انگلیسی: Sun Prairie) شهری در شهرستان دین ایالت ویسکانسین است که در سال ۱۹۵۸ بنیان‌گذاری شده‌است. این شهر طبق سرشماری سال ۲۰۱۰ میلادی ۲۹٬۳۶۴ نفر جمعیت داشته‌است.

## نگارخانه

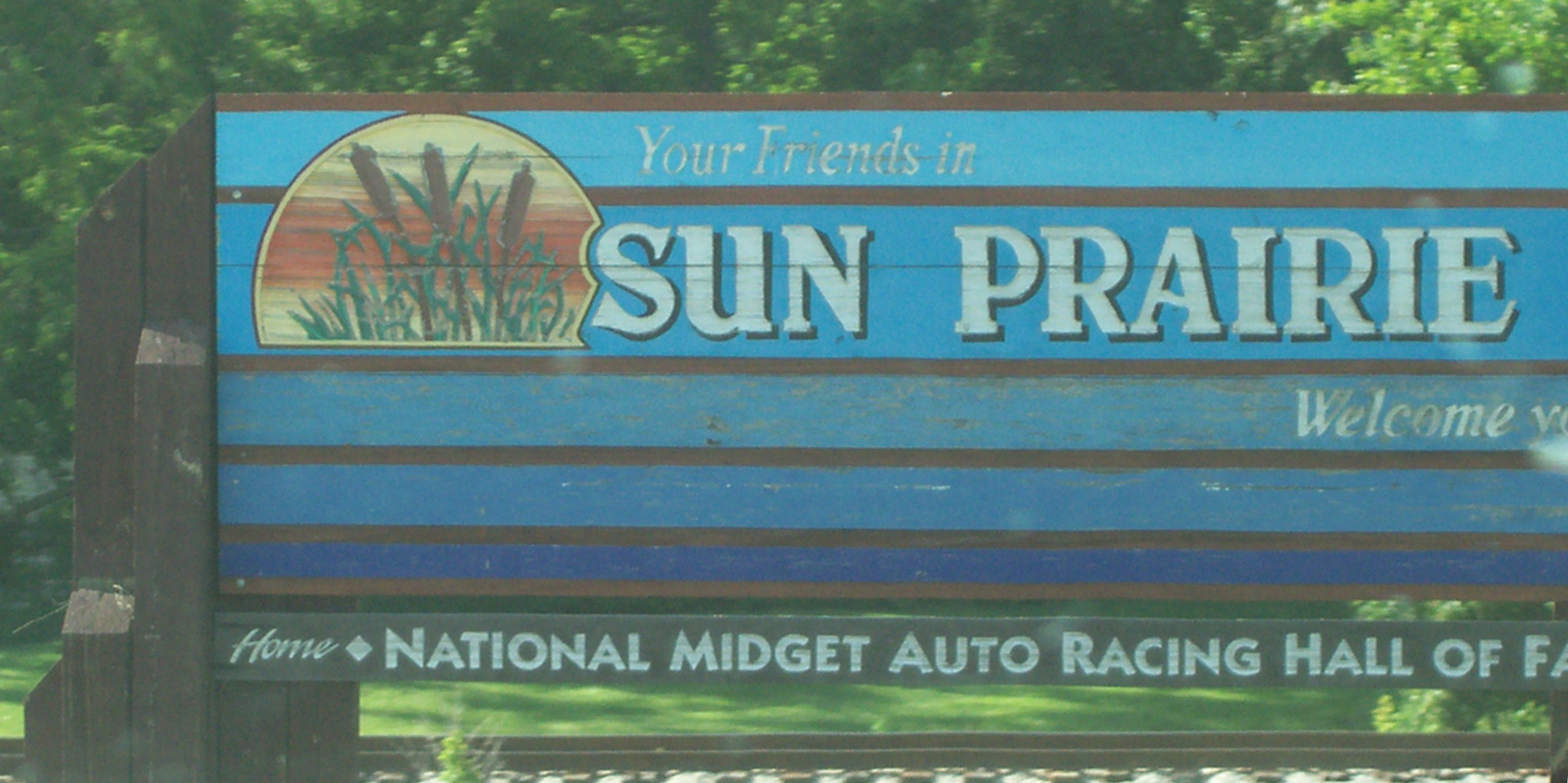
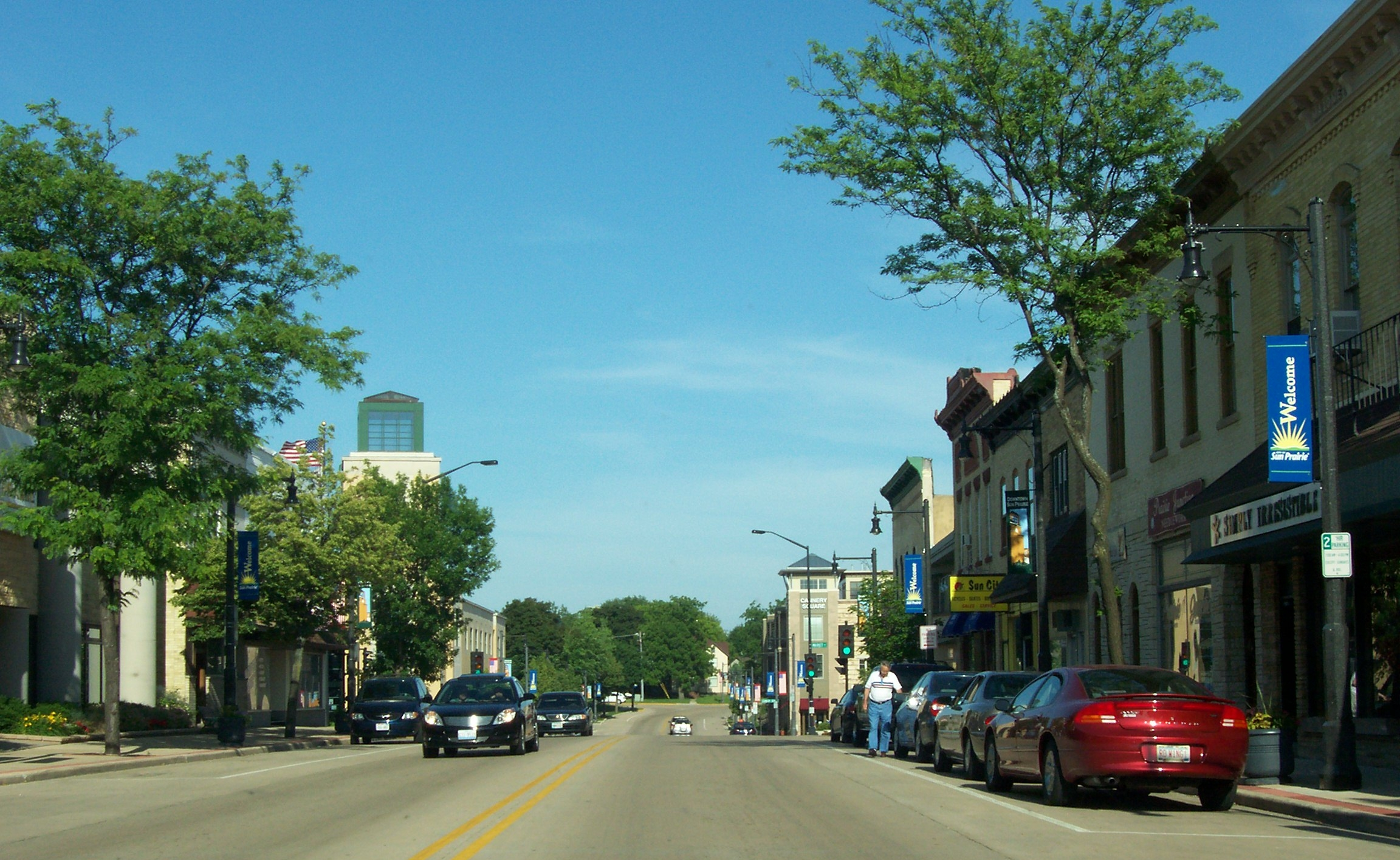
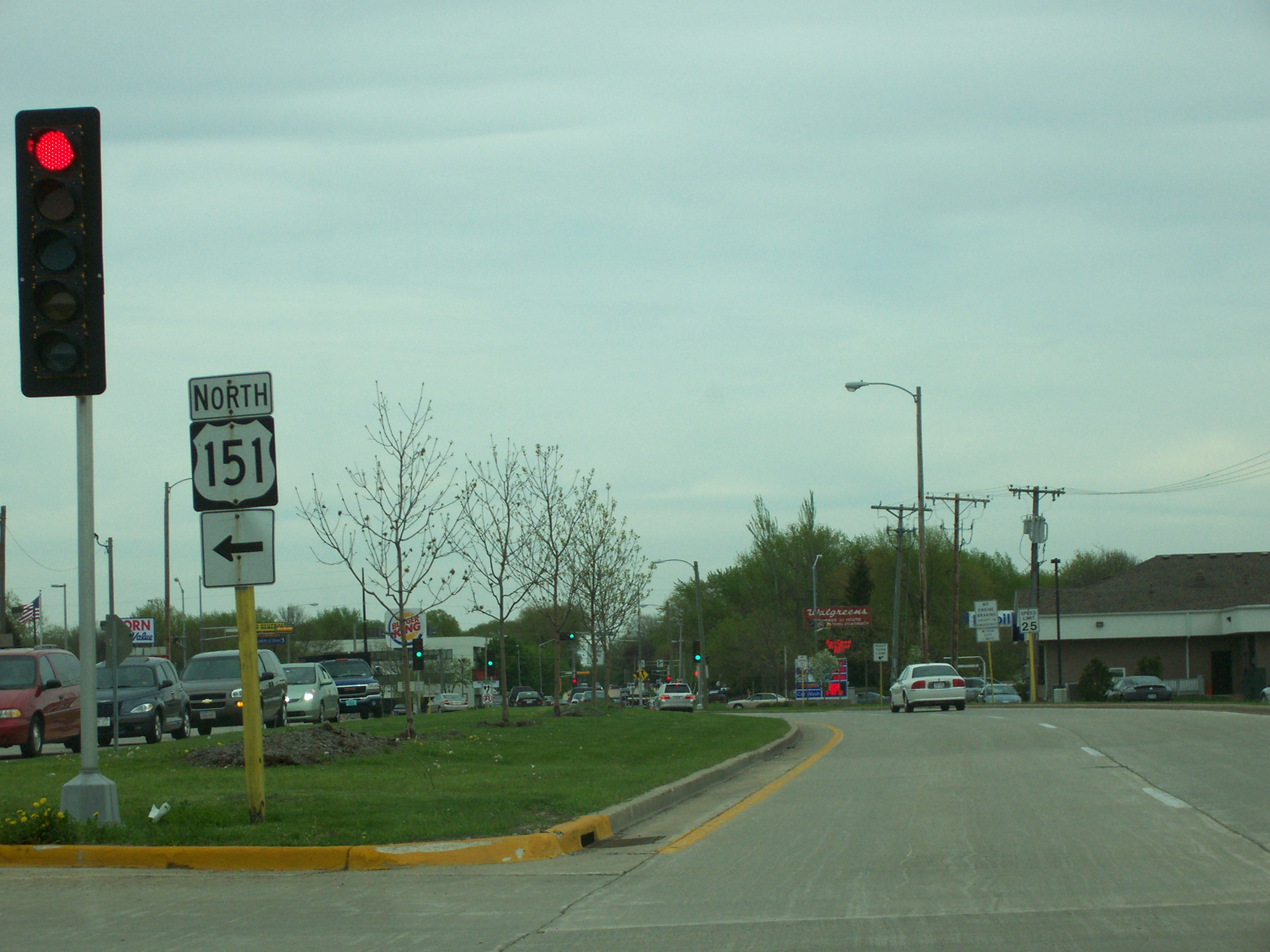
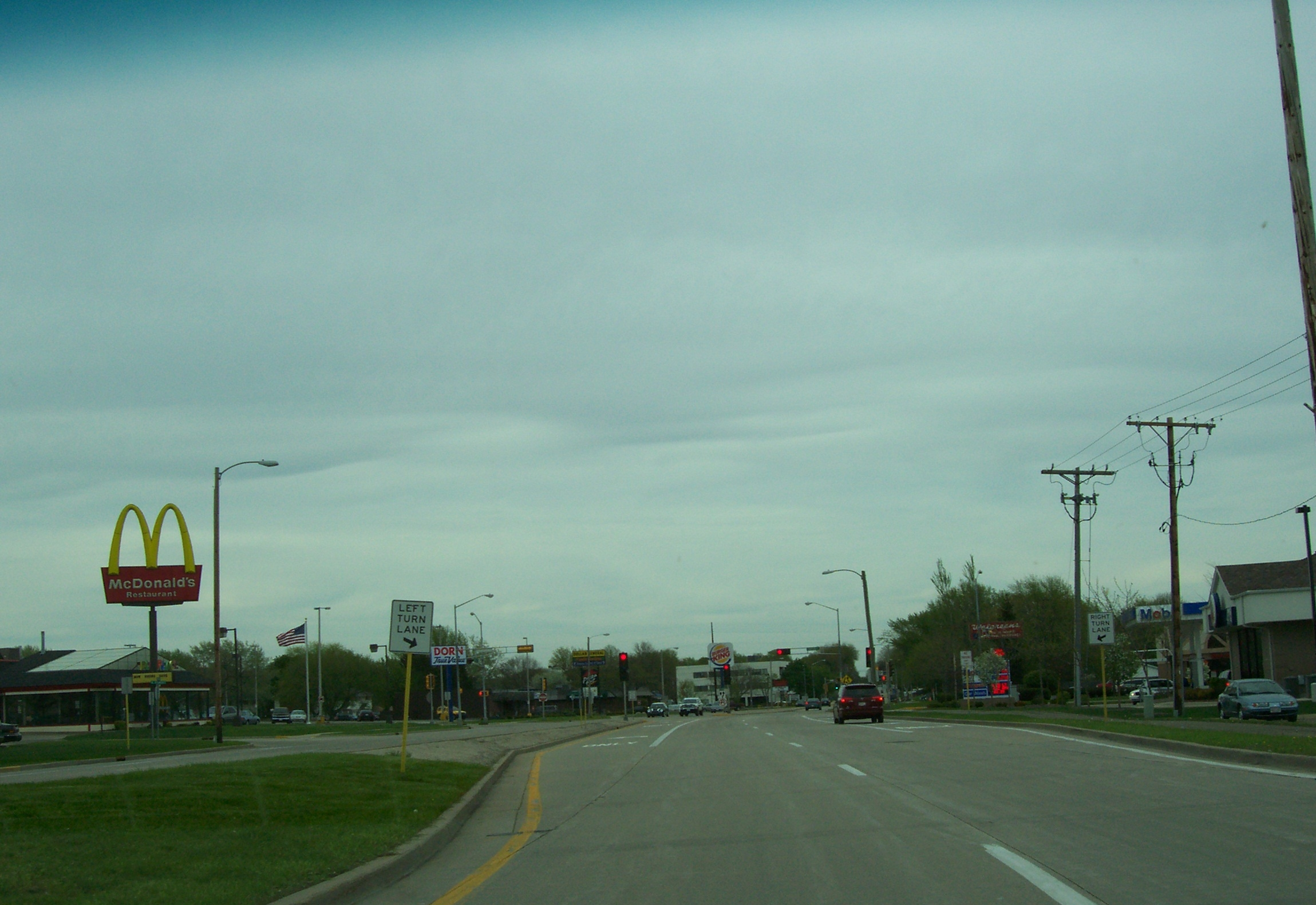